# Dicamptus kelnerae
Dicamptus kelnerae là một loài tò vò trong họ Ichneumonidae.